# Шиловский, Владимир Петрович
Шиловский Владимир Петрович (2 февраля 1927, Сталинград — 14 октября 2021, Москва, Россия) — советский военачальник. Заместитель Главнокомандующего РВСН по тылу — начальник Тыла РВСН (1985—1989), генерал-полковник (1982).

## Биография
В Красной Армии с апреля 1944 года. Окончил 2-ю Московскую военную авиационную школу механиков в 1946 году.
С февраля 1946 проходил службу в Военно-воздушных силах СССР. В 1961 году окончил Военную академию имени Ф. Э. Дзержинского, по её окончании направлен в РВСН и там проходил всю дальнейшую военную службу: заместитель командира ракетного полка (г. Татищево, Саратовская область), заместитель командира 42-й ракетной дивизии (пгт Свободный, Свердловская область), с сентября 1969 года — командир 54-й гвардейской ракетной дивизии (г. Тейково, Ивановская область), с июня 1974 года — первый заместитель командующего 31-й ракетной армией (Оренбург).
С сентября 1976 года — командующий 27-й гвардейской ракетной армией (Владимир). Под его командованием две дивизии армии были перевооружены на новые ракетные комплексы. В начале 1980-х годов в 10-й ракетной дивизии началось развёртывание боевого железнодорожного ракетного комплекса (БЖРК), первым в РВСН был сформирован и встал на боевое дежурство ракетный полк БЖРК. В 1980 году окончил Высшие академические курсы при Военной академии Генерального штаба Вооружённых Сил СССР имени К. Е. Ворошилова.
В ноябре 1985 года назначен заместителем Главнокомандующего РВСН по тылу — начальником Тыла РВСН. Член Военного совета РВСН с 15.11.1985 года по 29.06.1989 г. В июне 1989 года был освобождён от должности. В ноябре 1989 года уволен в отставку.
Жил в Москве. Избирался депутатом Верховного Совета РСФСР 10-го и 11-го созывов (1980—1990). В советское время состоял в КПСС.
Скончался 14 октября 2021 года. Похоронен  на Федеральном военном мемориальном кладбище.

## Награды
- Два ордена Ленина (1978, 1985),
- Орден Красного Знамени (21.02.1974),
- Орден Красной Звезды (22.02.1968),
- Медаль «За боевые заслуги» (30.04.1954),
- Медали СССР,
- Медали РФ.

Иностранные награды
- Медаль «30-я годовщина Революционных Вооруженных сил Кубы» (Куба, 1986),
- Медаль «100 лет со дня рождения Георгия Димитрова» (Болгария),
- Медаль «За укрепление братства по оружию» (Болгария, 1980),
- Медаль «60 лет Вооружённым силам МНР» (Монголия, 1981).